# Göllersdorf

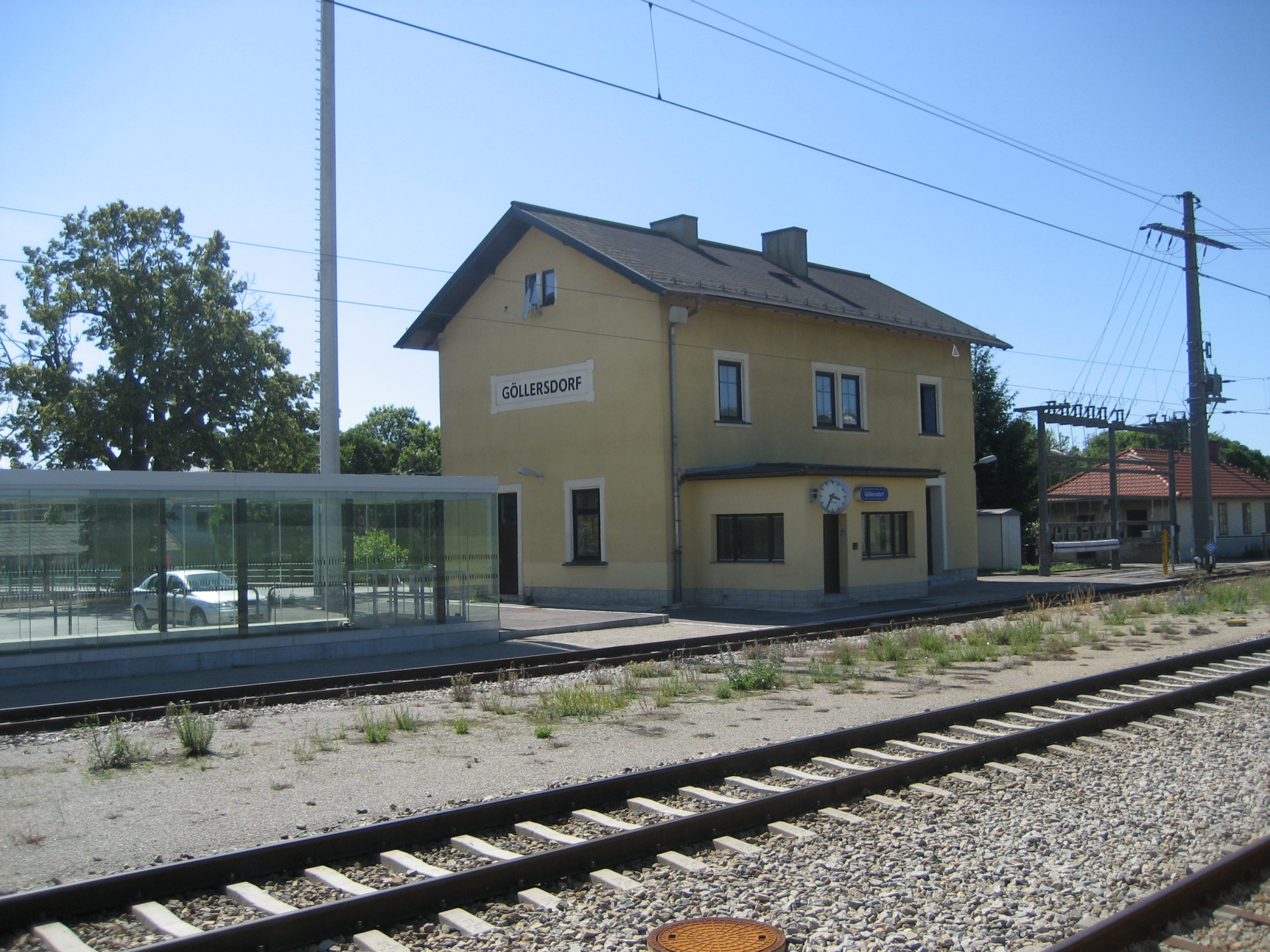
Järnvägsstationen.

Göllersorf är en köpingskommun i det österrikiska förbundslandet Niederösterreich. Orten är belägen 10 kilometer söder om distriktshuvudorten Hollabrunn.

## Historia
Göllersdorf omnämndes för första gången 1130. Senast 1468 var Göllersdorf köping.

## Byggnader
- Kyrkorna i Göllersdorf, ombyggt i barock stil efter ritningar av Johann Lukas von Hildebrandt, i Bergau, byggd mot slutet av 1600-talet, och Großstelzendorf, även den barock
- Slottet Schönborn efter ritningar av Johann Lukas von Hildebrandt

## Orter
Kommunen består av tolv orter (Ortschaften) (inom parentes invånarantal 1 januari 2024):

- Bergau (220)
- Eitzersthal (167)
- Furth (175)
- Großstelzendorf (304)
- Göllersdorf (1 539)
- Obergrub (85)
- Oberparschenbrunn (93)
- Porrau (101)
- Schönborn (18)
- Untergrub (116)
- Viendorf (305)
- Wischathal (89)

## Kommunikationer
Göllersdorf är belägen vid Nordvästbanan. Vid Göllersdorf ansluter vägen B19 från Tulln till Europavägen E59 (Wien – Znojmo).